# Сан-Карлос-де-Боливар
Сан-Карлос-де-Боливар (исп. San Carlos de Bolívar) — город в Аргентине в провинции Буэнос-Айрес. Административный центр муниципалитета Боливар.

## История
В XIX веке Аргентина занималась продвижением своей границы на юг: сначала основывались форты, затем шли поселенцы. В 1869 году был основан форт Сан-Карлос, в районе которого в 1872 году состоялось сражение, ставшее одним из ключевых моментов завоевания Патагонии. В 1877 году правительством штата Буэнос-Айрес был принят закон о создании муниципалитета Боливар с административным центром на месте форта Сан-Карлос. В 1878 году сюда прибыл караван, основавший поселение, впоследствии ставшее городом Сан-Карлос-де-Боливар.